# ブラック・ロシアン・テリア

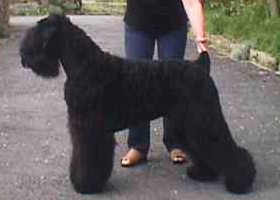

ブラック・ロシアン・テリア（英：Black Russian Terrier）は、ロシア原産の軍用・警察用の犬種である。テリアの名を持つがテリアではない。別名ロシアン・ベア・シュナウザー（Russian Bear Schnauzer）。

## 歴史
ロシアで優秀で強靭な軍用犬種を作り出すために、1950年代ごろから作出プログラムが始まった。この犬種の基礎犬として使われたのは当時最も優秀な犬だったジャイアント・シュナウザーの雄犬、ロイ号である。現在のブラック・ロシアン・テリアがシュナウザーのように見えるのは彼の血を強く受け継いでいるからである。
このロイ号をエアデール・テリア、ロットワイラー、ニューファンドランド、イースト・ヨーロピアン・シェパード、コーカシアン・シェパード・ドッグ、ボルゾイ、グレート・デーン、モスクワン・レトリーバー、ロシアン・ライカの雌犬と掛け合わせ、その交配によって生まれた仔犬を元に作出された。なお、ロイ号の嫁ともいえる上記の犬種たちの数は150～300頭にも及ぶといわれている。もちろん、交配は数年に及んだことはいうまでもない。1980年には犬種として容姿、性格、サイズなどが固定され、1981年には国際畜犬連盟の公認犬種になった。
今は軍用・警察用としてだけではなく、民間の番犬やペットとしても人気が出てきている。大型の割りにそれほど運動量が多くはないのもそれを加速させた理由のひとつである。

## 特徴
体高63～75cm、体重40～65kgと大型で、ウエーブがかった長いコートは雪や雨から身を守る。毛色はブラックのみ。骨太で筋肉質の体つきをしていて、脚は太く長い。垂れ耳・垂れ尾だが尾は短めに断尾することもある。性格は忠実で知的であるが、警戒心も強いため、しっかりとしたしつけが必要である。

## 参考
- 『デズモンド・モリスの犬種事典』　デズモンド・モリス著、福山英也、大木卓訳 誠文堂新光社、2007年
- 『日本と世界の愛犬図鑑2007』　佐草一優監修　辰巳出版